# Glossator

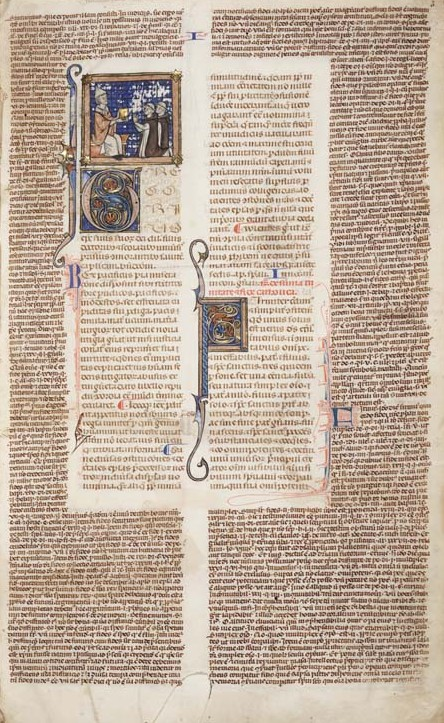
Dekretale mit Glossa ordinaria

Als Glossator bezeichnet man den Verfasser einer Glosse, das heißt einer erklärenden Anmerkung zu einem Text, oder eines Kommentars, der aus mehreren solchen Anmerkungen besteht. In der engeren Bedeutung bezeichnet man als Glossatoren die Rechtsgelehrten, die im 12. und 13. Jahrhundert in Italien die Quellen des weltlichen römischen Rechts mit Glossen versahen.

## Allgemeine Worterklärung
Das mittellateinische Wort glos(s)ator entstand als Wortbildung zum gleichfalls mittellateinischen Verb glos(s)are („mit einer Glosse versehen“). Seit dem Ausgang des Mittelalters wurde es als fachsprachliche Bezeichnung in das Deutsche und in mehrere andere europäische Volkssprachen entlehnt: u. a. franz. glossateur, ital. meist glossatore (neben chiosatore, das von chiosa und somit von glossa abgeleitet ist), span. glosador.
Das Wort Glossator wird heute vornehmlich von Philologen, Historikern und Kodikologen verwendet. Es bezieht sich in der Regel auf den Verfasser einer antiken oder mittelalterlichen Glosse zu einem biblischen, antiken oder mittelalterlichen Text.

## Glossatoren des weltlichen Rechts
In einer engeren, von der lateinischen Fachsprache mittelalterlicher Juristen geprägten Bedeutung, die auch von modernen Rechtshistorikern beibehalten wurde, bezeichnet man als Glossatoren speziell die Lehrer des weltlichen Rechts, die im 12. und der 1. Hälfte des 13. Jahrhunderts in Italien, vornehmlich in Bologna, die Texte des Corpus iuris (einer Sammlung von Quellen des antiken römischen Rechts) interpretierten und rationalisierten. Im Mittelpunkt der Arbeiten standen die vormals nahezu unbekannten Digesten, die kurz zuvor in einer vollständigen Handschrift aufgefunden worden waren (litera bononiensis). Sie versahen diese Texte mit Glossen (glossae), die in der Regel an den Rand (Marginalglosse) oder zwischen die Zeilen (Interlinearglosse) des Gesetzestextes geschrieben wurden. Aus dieser Tätigkeit leitet sich die Bezeichnung der Glossatoren ab. Daneben beschrieben sie einzelne Rechtsprobleme (summae) und versuchten mit den methodischen Mitteln der Scholastik Widersprüche einzelner Textpassagen im Verhältnis untereinander (distinctiones) aufzulösen. Empirisch-kritische Methoden zur Analyse und Erläuterung von Regelungszusammenhängen der Rechtsvorschriften war ihnen hingegen weitgehend fremd. Die Denkgewohnheiten des Mittelalters waren insoweit noch autoritätshörig, was sich auch im Bereich der Theologie widerspiegelt. Gleichwohl aber fruchteten die Arbeiten, denn das Gemeine Recht – grundsätzlich nur subsidiär anwendbar – behauptete gegenüber den regelmäßig ungeschriebenen lokalen Gewohnheitsrechten dadurch seinen Führungsanspruch. Deutlich übergreifender arbeiteten später die Postglossatoren in den Rechtsmaterien. Sie wurden als Kommentatoren bezeichnet, als „Praktiker“ oder auch Konsiliatoren.
Die bedeutendsten Glossatoren waren Irnerius, Azo und Accursius (Zusammenfassung der bisherigen Glossen zur Glossa ordinaria 1250). Ihr Werk wurde am Ende des 13. und im 14. Jahrhundert von den Postglossatoren (besonders Cinus de Pistoia, Bartolus de Saxoferrato und Baldus de Ubaldis) fortgesetzt. Durch die modernisierende Rezeption des römischen Rechts bei den Glossatoren und Postglossatoren wurde dieses zur Grundlage für das kontinentaleuropäische Privatrecht.
Den Glossatoren kam im Verfassungs- und Rechtsleben ihrer Zeit die Funktion als Lehrer, Gutachter und Urkundenredaktoren zu. Vornehmlich galten sie als Theoretiker, die zwar für das öffentliche Leben ausbildeten, dabei allerdings kaum Einfluss auf die praktische Rechtsanwendung nahmen. Ihre Erläuterungen zum Corpus iuris waren insoweit Dienstleistungen, die keine unmittelbare Rechtswirkung entfalteten, was daran lag, dass die an der Gegenwart ausgerichteten klerikalen Quellen der Kanonisten Vorrang genossen. Auch persönliche und lokale Rechte genossen Vorrang im Rechtsalltag. Die Glossatoren hingegen, die der Auffassung waren, dass das Corpus iuris unmittelbar geltendes Recht sei, konnten keine Durchgriffswirkung entfalten. Die Kernländer, die das Corpus iuris rezipierten, also Italien und Frankreich, erlebten eine Ausbildungsarbeit der Glossatoren, die sich auf eine methodengebundene „juristische Grammatik“ beschränken musste und dem juristischen Alltag damit bestenfalls mittelbar diente. Damit festigten sie jedoch ihren Status als wichtige Rechtsinterpreten, denn ohne Rücksicht auf die örtlichen Verhältnisse, vermochten sie die universelle Geltung und die zeitlose Richtigkeit des römischen Rechts durchzusetzen. Ihre epochale Bedeutung für ganz Europa sollte sich im Rückblick ergeben. Der Begründer der Historischen Rechtsschule, Friedrich Carl von Savigny, sollte die Glossatoren später als die „buchgelehrten Reformatoren (des Rechtslebens)“ bezeichnen. Im Anschluss an die Glossatoren sollten die bereits erwähnten Kommentatoren die immer offensichtlicher klaffende Lücke zwischen reiner Rechtslehre und praktisch gelebtem Recht zu schließen helfen. Sie begannen das Corpus iuris im Lichte der Gewohnheiten und des Statuarrechts der italienischen Städte, später auch der Bräuche in Nordfrankreich sowie anderer romanisch geprägter Stadt- und Landrechte, auszulegen.

## Kommentatoren des Kirchenrechts
Auch bei den Kanonisten, den Fachleuten des mittelalterlichen Kirchenrechts, gab es faktisch Glossatoren, auch wenn sie typischerweise anders genannt werden. Dekretisten widmeten sich der Kommentierung des Decretum Gratiani; hier sind besonders Hugutius von Pisa, Laurentius Hispanus und Johannes Teutonicus zu nennen. Dekretalisten kommentierten die päpstlichen Dekretalen; zu ihnen zählen Bernardus von Pavia, Tankred von Bologna, Raimund von Penyafort und Johannes Andreae.